# Salvatore Ferragamo
Salvatore Ferragamo  (Bonito, 5 de junho de 1898 – Florença, 7 de agosto de 1960) foi um estilista de sapatos italiano, fundador da marca homônima. 
Em 1914 partiu para os Estados Unidos, a fim de encontrar um dos seus irmãos, que trabalhava em uma fábrica de sapatos em Boston. Após uma breve permanência na cidade, transferiu-se para Santa Bárbara (Califórnia). Ali instalou uma loja de consertos e fabricação de calçados sob medida. Em 1923, mudou-se para Hollywood, onde abriu a Hollywood Boot Shop, ganhando, em pouco tempo, a preferência das estrelas do cinema. Calçou ícones como Sophia Loren, Carmen Miranda, Greta Garbo, Katharine Hepburn, Marlene Dietrich, Ava Gardner, Gary Cooper e Marilyn Monroe. Ferragamo foi pioneiro na utilização da cortiça na criação de saltos e plataformas. 
Apesar de morto há mais de 40 anos, perpetua-se  no sucesso da marca que leva seu nome. A sede da empresa está instalada no Palazzo Spini Feroni, em Florença, onde foi instalado um museu em homenagem ao mestre calçadista, com fotografias, patentes, rascunhos, livros, revistas e fôrmas em madeira de pés famosos. Além disso, o museu exibe a coleção de mais de 10 mil modelos.
No Brasil, a marca tem lojas nas cidades de São Paulo e Rio de Janeiro, em São Paulo localizadas no shopping Iguatemi, no Shopping Cidade Jardim e na Rua Haddock Lobo e no Rio de Janeiro, no Shopping Leblon, no bairro de mesmo nome e no Village Mall, na barra da Tijuca.